# Pokój w Vervins
Pokój w Vervins  − zawarty 2 maja 1598 roku, traktat francusko-hiszpański, potwierdzający rezygnację Hiszpanii z pretensji do Burgundii, potwierdzający gwarancję integralności terytoriów francuskich i oddający Francji ziemie późniejszej Nowej Francji.